# Sematophyllum robusticaule
Sematophyllum robusticaule là một loài Rêu trong họ Sematophyllaceae. Loài này được (Broth.) Sehnem miêu tả khoa học đầu tiên năm 1978.